# Musée de la Mode et du Textile
Pour les articles homonymes, voir Musée de la mode.
L'appellation musée de la Mode et du Textile désigne une partie de la collection du Musée des arts décoratifs situé au 107, rue de Rivoli. Présentée à l'occasion d'expositions temporaires uniquement en raison de la fragilité des pièces, cette dernière est entièrement consacrée aux arts de la couture et de la haute couture. La galerie Christine et Stephen Schwarzman s'étend sur deux étages dans lesquels les vêtements sont présentés par thème et les expositions sont renouvelées tous les six mois.

## Histoire
Depuis son ouverture en 1905, le musée des Arts décoratifs a toujours eu une importante collection de textiles (costumes, dentelles, broderies…) qui a été perpétuellement enrichie majoritairement par des donateurs privés.
En 1948, sous l'impulsion de François Boucher (qui a notamment écrit une Histoire du costume) est créée l'Union française des arts du costume (UFAC) dans le but d'ouvrir un musée consacré à la mode et au textile. Grâce au travail acharné de sa conservatrice, Yvonne Deslandres, l'UFAC devient rapidement l'une des plus importantes collections dans le monde.[réf. nécessaire]
En 1981, l'UFAC signe un accord important avec l'UCAD (Union centrale des arts décoratifs). Si les deux entités conservent leur indépendance, elles s'associent pour créer le musée des arts de la mode, qui ouvre ses portes cinq ans plus tard, en 1986, dans le pavillon de Marsan du palais du Louvre[réf. nécessaire].
Le musée est réaménagé en 1997 et rebaptisé musée de la mode et du textile. Deux étages de l'aile Rohan d'une surface de 1 500 m2 sont intégrées au musée de la mode et du textile et sont désormais visibles par les visiteurs. La surface totale est portée à 9 000 m2. Les collections comptent parmi les plus importantes du monde avec celles du musée Galliera à Paris, du musée des Tissus de Lyon, du Victoria & Albert Museum de Londres, et celles du Metropolitan Museum of Art de New York. Porté par le dynamisme de Pamela Golbin, conservatrice générale de la mode et du textile de 1993 à 2018, le succès des expositions ne fait que croître. Le musée de la mode et du textile reçoit 288 179 visiteurs en 2006 et 421 373 visiteurs en 2007.
Aujourd'hui, les collections sont constituées de près de 16 000 tenues, 35 000 accessoires de mode et 30 000 pièces de textile. Au total, plus de 81 000 pièces de coutures retracent l'histoire du costume depuis la Régence jusqu'aux créateurs d'aujourd'hui.

## Description
On peut découvrir au musée de la mode et du textile l'importante collection de textile que possédait le musée des arts décoratifs : dentelles, tapisseries, broderies, soies, toiles imprimées. Sont exposés de nombreux vêtements d'époques comme des costumes des XVIIe, XVIIIe et XIXe siècles que l'on peut voir lors d'expositions qui retracent l'histoire et l'évolution du textile du XIVe siècle à nos jours.
Outre ces pièces classiques, la haute couture moderne est elle aussi représentée. Les plus grandes maisons françaises, mais aussi étrangères sont exposées à travers quelques-unes de leurs plus belles œuvres. Parmi les créateurs qui ont été exposés, on peut citer Chanel, Christian Dior, Balmain, Azzedine Alaïa, Yves Saint Laurent, Christian Lacroix, Jeanne Lanvin…
Les collections du musée sont régulièrement enrichies par des dons particuliers qui représentent 90 % des pièces du musée. Ces nouvelles pièces sont données par des particuliers, des créateurs ou des fabricants.
Du fait de la fragilité des œuvres, le musée de la mode et du textile présente ses collections à l'occasion d'expositions temporaires, les espaces consacrés à la mode et au textile sont fermés au public entre deux expositions.
Le musée possède enfin un centre de documentation qui est ouvert aux chercheurs et aux professionnels mais aussi aux amateurs. Ce centre assure la conservation et la communication d'un fonds documentaire important.

## Expositions
- Du 25 novembre 2010 au 8 mai 2011 : Histoire idéale de la mode contemporaine. II, Les années 1990-2000.
- Du 1er avril 2010 au 10 octobre 2010 : Histoire idéale de la mode contemporaine. I, Les années 1970-1980.
- Du 24 juin 2009 au 31 janvier 2010 : Madeleine Vionnet, puriste de la mode.
- Du 20 novembre 2008 au 19 avril 2009 : Sonia Rykiel, « Exhibition ».
- Du 17 juin 2008 au 21 septembre 2008 : Valentino, thèmes et variations.
- Du 8 novembre 2007 au 20 avril 2008 : Christian Lacroix : histoires de mode.
- Du 22 mars 2007 au 23 septembre 2007 : Jean Paul Gaultier / Régine Chopinot : le Défilé.
- Du 6 juillet 2006 au 28 janvier 2007 : Balenciaga Paris.
- Du 30 octobre 2005 au 30 avril 2006 : L’Homme paré.
- Du 13 avril 2005 au 28 août 2005 : Yohji Yamamoto « Juste des vêtements ».